# Adattamento e censura degli anime negli Stati Uniti d'America
L'adattamento e la censura degli anime negli Stati Uniti è un processo attraverso il quale gli organi competenti, in questo caso statunitensi, adattano l'anime al pubblico a cui viene diretto. Questo metodo è solitamente solo alle serie che verranno trasmesse sui canali televisivi statunitensi mentre quanto viene distribuito su DVD non sono, generalmente, soggette a tali adattamenti.
Nella traduzione dei dialoghi in inglese, questo processo include comunemente la censura di contenuti audio e video perché siano aderenti alle direttive della Commissione Federale per le Comunicazioni (FCC) e alle regole e agli standard delle reti televisive e la modifica di contenuti non coperti dalle linee guida della FCC per renderli conformi alle norme della cultura statunitense, o per renderli adatti alla distribuzione a un pubblico più giovane di quello per i quali erano stati originariamente intesi.
Questo tipo di modifiche può comportare la rimozione di nudità e di scene violente, edulcorare o rimuovere volgarità o effettuare cambiamenti per ragioni di correttezza politica in relazione ad argomenti di carattere razziale o religioso.
Il processo può anche includere la modifica di un prodotto al fine di rimuovere riferimenti a cose che sono accettate sia dal pubblico giapponese che dalla legge sui media americana, ma che potrebbero provocare controversie fra genitori o gruppi conservatori, o che potrebbero confondere spettatori che non abbiano familiarità con la cultura giapponese. Modifiche di questo tipo includono la sostituzione di nomi di luoghi, cibi ed elementi culturali che non esistono negli Stati Uniti. Possono includere anche cambiamenti/rimozioni di titoli, nomi di personaggi, e suffissi onorifici giapponesi, la rimozione di fatti come il matrimonio fra cugini, rappresentazioni non pornografiche di omosessualità e riferimenti alla visione giapponese di avvenimenti come la Seconda guerra mondiale. Le sigle iniziali e finali o le scene possono essere accorciate per lasciare più tempo per la pubblicità.
Questo tipo di censura non è esclusiva degli anime, ed è praticata anche su opere importate da altri paesi ed anche su produzioni statunitensi. Spider-Man: The Animated Series fu pesantemente censurato dalla Fox per le scene violente durante il processo di produzione, e la serie canadese ReBoot fu censurata dopo la produzione dall'American Broadcasting Company per i contenuti sessuali e scene che secondo i gestori avrebbero potuto spingere all'incesto.
La censura rimane molto controversa fra i fan, molti dei quali credono che essa calpesti l'arte, interferisca con la visione degli autori e sminuisca il pubblico di spettatori nascondendo loro i temi più adulti.

## Storia
I primi anime trasmessi negli USA vennero tutti censurati eliminando contenuti quali la violenza, la morte dei personaggi principali, i vari riferimenti al sesso e così via, per adattarli a un pubblico più giovane (nel tempo questi prodotti sono stati trasferiti da un pubblico di giovani ragazzi a un pubblico di giovani adulti). Alcuni di questi anime sono film di animazione trasmessi negli U.S.A. nel 1961 (i primi tre film trasmessi vennero prodotti da Toei Animation):
- La leggenda del serpente bianco (白蛇伝?, Hakujaden) (14 agosto 1960)[4]
- Shōnen Sarutobi Sasuke (少年猿飛佐助?, Shōnen Sarutobi Sasuke) (dicembre 1959)[5]
- Le 13 fatiche di Ercolino (西遊記?, Saiyuki) (14 agosto 1960)[6]

Le prime serie anime a essere trasmesse negli USA non furono esenti da censure:
- Kimba, il leone bianco (ジャングル大帝?, Janguru Taitei)
- Astro Boy (鉄腕アトム?, Tetsuwan Atomu)[3]
- Superauto Mach 5 (マッハGoGoGo?, Mach GoGoGo)

Star Blazers (宇宙戦艦ヤマト?, Uchū Senkan Yamato, Corazzata spaziale Yamato) (1979) e Robotech (unione di tre serie giapponesi originariamente separate) (1985) furono meno censurati nonostante le loro trame fossero state pesantemente modificate.
Fondata nel 1987, Streamline Pictures fu la prima compagnia nordamericana creata con l'intenzione di distribuire negli USA anime senza censure e fedeli al loro contenuto originale. Il fondatore della Streamline Pictures, Carl Macek, aveva lavorato per l'Harmony Gold USA negli anni ottanta, collaborando alla produzione di Robotech e dei suoi tentativi di sequel.
Nei primi anni novanta molte compagnie americane che trattavano anime iniziarono a sperimentare licenziando materiale meno destinato ai bambini. Alcune, come A.D. Vision e Central Park Media ed altre che seguirono le loro orme, raggiunsero un successo commerciale abbastanza sostanzioso e divennero i più importanti attori nel mercato americano degli anime, adesso molto lucrativo (anche se in seguito compagnie come A.D. Vision e Central Park Media hanno avuto problemi finanziari). Altre, come AnimEigo, riscossero un successo più limitato. Molte società create direttamente dalla casa madre giapponese non funzionarono altrettanto bene, pubblicando per lo più solo uno o due titoli prima di chiudere le loro attività negli Stati Uniti, anche se la Pioneer Entertainment (più tardi Geneon Entertainment seguendo il suo acquisto nella fine del 2003 dalla Dentsu) e Bandai riuscì a sopravvivere bene nella seconda metà del 2000, anche se Geneon terminò le sue attività negli Stati Uniti.
I processi di adattamento e modifica erano molto più comuni in passato, quando gli anime erano poco conosciuti negli Stati Uniti. Tuttavia successivamente questi processi sono meno usati per le richieste di anime nella loro forma originale.
Questo approccio con un "tocco leggero" alla localizzazione e all'adattamento ha dimostrato di essere ben popolare con i fan, oltre agli spettatori formalmente non familiari. Questo approccio con un "tocco leggero" è applicato anche alle uscite in DVD, che spesso includono sia la versione audio doppiata in inglese che la versione originale giapponese con sottotitoli, sono spesso non tagliate, e non hanno caratteristiche commerciali. Serie di anime con versioni televisive modificate possono avere serie in DVD non tagliate, e che non presentano pubblicità. Le serie anime con versioni televisive modificate possono avere DVD senza censure (ad esempio YuYu Hakusho).
Successivamente un cambiamento nell'audience ha portato a porre grande enfasi nel pubblicare (o ri-pubblicare) anime con minori tagli, soprattutto in DVD, dove ci sono meno limitazioni sui contenuti. Spesso, queste uscite (come le uscite da parte della Disney delle produzioni dello Studio Ghibli) includono sia la versione doppiata che quella giapponese, solitamente con i sottotitoli.

## Considerazioni Regionali
Dovuto alla mancanza di un sistema di classificazione etaria formale e consistente negli Stati Uniti d'America, le classificazioni etarie per gli anime hanno creato svariati problemi. Blockbuster Video classificò tutti i titoli anime come non adatti ai bambini, portando a credere che siano classificati non adatti ai minori di 18 anni sul sistema di computer della Blockbuster. I pubblicatori iniziarono a usare i propri suggerimenti sulla classificazione per età nelle loro pubblicazioni, tuttavia, dovuto a differenze tra le valutazioni dei pubblicatori e l'uso di classificazioni per età televisive, per alcuni questo risultò in un sistema inconsistente.
Quando Cartoon Network iniziò a trasmettere gli anime non erano presenti standard interni per l'uso di materiale straniero. Questo richiese al canale di sviluppare un set di standard e linee guida per il maneggiamento del contenuto. Le raffigurazioni di consumo di alcool, gioco d'azzardo, sangue, linguaggio scurile e maltrattamento di minori erano tutte giudicate inaccettabili così come altre situazioni non adatte. Il materiale per Cartoon Network venne modificato per gli spettatori dai 7 anni in su (TV-Y7), mentre Adult Swim modificò il suo contenuto per gli standard per gli spettatori dai 14 anni in su (TV-14). Tuttavia, parte del contenuto trasmesso su Adult Swim originalmente era per essere mandato in onda su Toonami e fu dovutamente rimaneggiato. Autodesk Inferno venne usato per modificare digitalmente le scene per rimuovere il sangue o coprire la nudità su contenuto modificato da Cartoon Network. In alcuni casi, il contenuto venne modificato prima di essere inviato a Cartoon Network. Le pratiche di modifica si sono evolvute con il tempo dovuto a reclami dai genitori.
4Kids apportò delle modifiche agli anime distribuiti per renderli "più occidentali" in modo che fossero più accessibili ai bambini. Un'altra ragione era perché così si poteva facilmente promuoverli commercialmente. Tuttavia, la 4Kids anche trasmise versioni senza tagli di alcune di queste serie.

## Esempi

### Censura diretta

#### Correttezza politica
Date le differenze culturali tra America e Giappone, alcuni anime contengono immagini che sono accettabili nella società giapponese, ma che vengono considerate politically incorrect negli USA.
I simboli religiosi vengono spesso censurati se appaiono in un contesto non accettabile nella terminologia religiosa statunitense e vengono spesso rimossi dai dialoghi per la stessa ragione.
A volte, o di solito, un personaggio di anime che è crocifisso tra due assi di legno a forma di croce è abbastanza da essere considerato non accettabile.
Per esempio le rappresentazioni della croce cristiana vengono censurate in Pokémon, One Piece, Naruto e Yu-Gi-Oh! mentre riferimenti al Paradiso e all'Inferno vengono sostituiti con "HFIL (Home for Infinite Losers, letteralmente: La Casa per gli Eterni Perdenti)" in Dragon Ball Z e Dragon Ball GT. Anche tutti i simboli associati al mondo dei demoni sono comunemente rimossi o modificati, primo tra tutti l'uso del pentacolo (stella a cinque punte), perché è spesso associato a Satana. Quando la 4Kids doppiò Tokyo Mew Mew, l'arma di Zakuro fu modificata rimuovendo la parte orizzontale, in quanto sembrava la croce cristiana.
La parola "Bibbia" è stata inoltre rimossa dalle copertine delle Bibbie. I nomi di alcuni personaggi non umani con origini religiose vengono inoltre spesso cambiati, uno dei casi più noti è forse "Mr. Satan", personaggio di Dragon Ball, che in America venne chiamato "Hercule".

L'emblema del Falun è il simbolo del Falun Dafa. Il Falun contiene il simbolo taoista del Taiji e la Svastica buddista. Il simbolo nel centro è chiamato anche "wan"

Altri esempi includono un antico simbolo religioso sanscrita, il manji (che significa "vita, sole, potere, forza e buona sorte" e simbolizza il Dharma, l'armonia universale e l'equilibrio degli opposti, e a volte è riferito ai "passaggi del Buddha”) venne censurato negli USA in serie come Shaman King perché esso è comunemente associato al Nazionalsocialismo (si veda svastica). In alcuni casi tuttavia, sono stati inseriti dei disclaimer che spiegano la situazione ai lettori per esempio nel manga Blade of the Immortal, in cui il protagonista della serie indossa questo simbolo.
Nelle serie Mobile Fighter G Gundam, una trama importante comporta una competizione annuale in cui ogni nazione costruisce un Gundam per combattere contro quello delle altre nazioni, con la nazione vincente che ottiene il governo del mondo fino alla competizione successiva. Per rendere manifeste le loro origini, molte forme dei Gundam sono basate su stereotipi etnico/culturali (il Gundam americano somiglia ad un giocatore di football e un pugile, quello messicano porta in testa una gigantesca turbina a forma di sombrero, quello italiano somiglia a un gladiatore, quello inglese sembra una guardia della regina, quello tedesco ha in testa uno stahlhelm, ecc.). Per l'uscita ufficiale in lingua inglese dello show, la Bandai/Sunrise ordinò che numerosi Gundam venissero rinominati per il mercato in lingua inglese con nomi che rendessero meno evidenti gli stereotipi (un esempio fu che il Gundam giapponese, il God Gundam fu rinominato "Burning Gundam" in quanto la Sunrise avesse paura che gli spettatori americani si offendessero per il fatto che il nome del Mobile Fighter contenesse un riferimento religioso (in questo caso, "God"), in seguito a un avvenimento in cui degli impiegati della catena Wal-Mart mentre controllarono ogni scatola per spedizioni dei Gunpla della serie Gundam Wing, rimossero e restituirono ogni esemplare del XXXG-01D2 Gundam Deathscythe Hell.). Gli impiegati della Bandai avevano anche reso implicito che a un certo punto era stato quasi deciso di rimuovere completamente dalla versione inglese l'idea che ogni Gundam rappresentasse una specifica nazione. Tuttavia, questo non andò avanti.
Quando l'anime Ojamajo Doremi venne pubblicato negli Stati Uniti dalla 4Kids Entertainment, dovette essere pesantemente adattato e cambiato per gli spettatori Americani oltre che per una bassa classificazione per il pubblico più giovane. Assieme alla maggior parte del filmato tagliata, un intero episodio (episodio 30) è stato completamente saltato, non messo in onda, e tagliato dalla syndication della release americana della serie dovuto ai riferimenti estremamente religiosi e incentrati attorno a giovani bambini di otto anni della terza elementare che mentre camminano in un cimitero senza i loro genitori, esplorano una chiesa ed incontrano un bambino buddhista di nome Nobuaki Yamauchi.
In molti casi, non c'è razzismo negli anime ma questi contenuti sono comunque rimossi per evitare confusioni.

### Censura di bevande alcooliche, droga e tabacco
A causa del regolamento FCC, l'alcool e il tabacco vengono comunemente censurati negli anime o sostituiti con bevande più accettabili. Tuttavia, il livello esatto di censura varia da network a network e spesso dipende dal target a cui è destinato l'anime e al contesto in cui appaiono i prodotti. Vino o champagne potrebbero essere accettabili in un banchetto o nelle scene al ristorante e potrebbero fuggire alla censura, mentre birra o saké bevuti sulla via vengono spesso censurati. Per esempio, in Chi ha bisogno di Tenchi?, il sake viene sostituito dal tè, e le sigarette vengono censurate in Toonami quando viene trasmesso su Cartoon Network (ma non vengono censurate quando la serie viene trasmessa su KTEH). Naruto tuttavia, venne modificato per un'audience un po' più matura; di conseguenza anche nella versione censurata il costruttore del ponte venne mostrato nell'atto di bere alcool, anche se il kanji sulla bottiglia e il rosso nelle sue guance vennero rimosse per sminuire l'effetto della scena. il consumo di alcool di Rock Lee e il suo stile Pugno Ubriaco furono cambiate sia nel manga che nell'anime di Naruto per evitare riferimenti a un personaggio minorenne che consuma alcolici. Questo è stato fatto primariamente usando il termine "elisir" al posto di sakè e riferendo al suo stile di lotta Pugno Ubriaco come "pugno matto" nell'anime. Non vennero inoltre censurate le scene in cui il Terzo Hokage stava fumando la pipa e in cui Asuma sta fumando una sigaretta. Nella versione statunitense di Ruroni Kenshin (trasmesso da Cartoon Network), Saito, che nella versione originale fuma frequentemente le sigarette, al posto della sigaretta ha in bocca uno stuzzicadenti; questa censura genera talvolta delle incongruenze, per esempio quando in alcune scene Saito inspira una boccata di ciò che sembra essere uno stuzzicadenti e in qualche modo soffia fuori fumo. L'attacco pugno ubriaco del Maestro Muten (come Jackie Chun) in Dragon Ball è diventato "tecnica della mucca allegra" o "attacco mucca pazza" (quest'ultima su Toonami).
A volte, nomi alternativi sono dati alle bevande alcoliche, che potrebbe causare incongruenze con le vere bevande. Per esempio, in Sailor Moon, un bicchiere di vino che è stato mantenuto durante una scena è stato invece riferito come "succo". Questa Modifica, tuttavia, causò una confusione quando "Serena" (Usagi) beve per sbaglio e poi si ubriacò.
Nelle versioni Toonami di Mobile Suit Gundam e Mobile Suit Gundam 0080, i censori hanno scritto sulle bottiglie la parola "SODA" (un termine che negli USA è designato per le bevande gassate in generale) per far credere al pubblico che non è alcool, e riferimenti espliciti a bevande alcooliche vennero sostituiti con riferimenti a bevande non alcooliche come per esempio il caffè. Nell'anime One Piece, quando la dottoressa Kureha beve una bottiglia di alcool, un dialogo viene alterato per affermare che non era alcool ma "bug juice" (succo d'insetto). Un altro personaggio di One Piece, Sanji, nella versione originale fuma frequentemente sigarette; nella versione americana invece la sigaretta viene sostituita con un lecca-lecca. Ora la FUNimation ha ridoppiato l'anime censurandolo, leggermente, per la sola trasmissione televisiva (in home video viene presentata la versione integrale): qui a Sanji la sigaretta viene semplicemente tolta e non sostituita (infatti, nel doppiaggio FUNimation, Sanji è visto mentre digrigna i denti). Un altro esempio di questo in One Piece è Smoker, che è visto comunemente con tre sigari nella bocca; in modo da togliere riferimenti al fumo, non solo i sigari furono rimossi, ma Smoker venne anche rinominato "Chaser", e il fumo senza sigaro è spiegato come effetto collaterale del frutto del demonio (rinominato "frutto maledetto" nel doppiaggio) che lui mangiò, che lo porta costantemente a emanare fumo.

### Violenza, morte e armi
Secondo la teoria degli effetti dei media le persone che vengono esposte alla violenza tramite i media, specialmente durante l'infanzia, saranno desensibilizzate alla violenza e ai atti violenti. A causa di questo modello, gli anime che vengono adattati per un pubblico di bambini negli U.S.A. vengono spesso modificati per rimuovere violenza, morte e armi, in particolare se la serie è mirata ad un mercato chiave come quello della fascia di età dei ragazzini dai sei agli undici anni. Questo può essere problematico, perché gli anime prodotti per questa fascia di età hanno spesso al loro interno arti marziali, guerra e combattimenti mortali.
Comunemente, la censura della violenza è fatta rimuovendo l'esatto momento in cui un attacco fisico, come un pugno o un calcio, entra in contatto con una persona. In alcuni casi questo è ottenuto ritoccando direttamente la scena per includere una scritta o un oggetto (come un'esplosione o delle linee di movimento) sul punto dell'impatto, o attraverso un flash dello schermo così che l'impatto non viene mai visto. In altri casi i frame che mostrano l'impatto del colpo sono rimossi e quelli che mostrano immediatamente prima e dopo il colpo sono rallentati per produrre un effetto simile a quello visto nei manga.
Con lo stesso principio anche le armi sono modificate per assumere un aspetto meno minaccioso, e il sangue viene eliminato o coperto con bende e fasciature. Dove questa tecnica di ridisegnare particolari delle scene non è praticabile o richiede troppo tempo, l'intera sequenza viene eliminata, creando quindi combattimenti più corti, o una serie di dettagli mancanti.
Un esempio è l'episodio dell'anime Pokémon, Miniryū no densetsu (ミニリュウのでんせつ? La leggenda di Dratini) che negli Stati Uniti non fu mai trasmesso poiché uno dei personaggi usava ripetutamente armi da fuoco, puntandole contro altri personaggi e sparando anche colpi di avvertimento. Questo causò molta confusione in seguito poiché non venne spiegato come e quando Ash, il protagonista della serie, avesse catturato 30 Tauros. L'episodio 19 di Ojamajo Doremi fu modificato per rimuovere scene che mostrano una pistola essendo mostrata e puntata a Melody oltre a lei essendo violentemente scossa e con la violenza rimossa. In Yu-Gi-Oh!, molti degli scagnozzi del cattivo della prima stagione portano armi da fuoco e le puntano ai personaggi molte volte; queste furono censurate dalla 4Kids Entertainment, tuttavia le guardie ancora sorreggono le loro mani davanti ai personaggi come se caricassero armi, lasciando alcuni fan a scherzare sul fatto che le guardie carichino "armi da fuoco invisibili". Ci sono anche alcune scene di violenza nell'anime, che sono state tagliate o aggirate usando tecniche di telecamera; un esempio primario è quando Joey Wheeler fu perso e ritrovato dal suo amico Tristan Taylor, che gli dà un pugno per farlo uscire da una breve depressione. Questa scena è stata tagliata dal doppiaggio in inglese, di conseguenza rimuovendo l'espediente narrativo di ogni vera conclusione, e questo è deriso comunemente tra i fan.
Quando gli animatori giapponesi della Toei Animation avevano fatto l'anime Ojamajo Doremi è rivolto ai bambini in Giappone, loro hanno introdotto contenuti più scuri e adulti nel programma perché è appropriato e opportuno ai bambini piccoli in Giappone ma è considerato non appropriato e scostante per i bambini piccoli negli USA. Uno tipo di questi contenuti è l'apparizione e l'uso di un'arma come un'arma da fuoco nel episodio 19, quando Melody è sequestrata da sconosciuti. La trama della puntata coinvolge l'uso e l'apparizione di una realistica pistola finta contro su di lei. Tutto questo oltre alle scene che mostrano i violenti sconosciuti puntando la pistola a Melody e anche usando la pistola contro Melody è stato tagliato quando è stato doppiato negli Stati Uniti dalla 4Kids solo per dare al programma una classificazione bassa, per un pubblico più giovane negli USA.
Le trame vengono spesso modificate per spiegare l'assenza di un personaggio morto in altri modi. Per esempio, nella versione originale di Sonic X Maria Robotnik venne uccisa dai soldati del G.U.N., ma venne solo "catturata" nella versione censurata, e in One Piece, la morte del personaggio Kuina, che motivò Zoro a diventare il migliore spadaccino del mondo, fu sostituita con una ferita invalidante che le impedì per sempre di continuare a lottare.
In altri anime censurati la morte non viene mai menzionata, o vengono usati riferimenti che ne aggirano il termine: parole come "uccidere" vennero sostituite con "distruggere" nella serie Gundam. Nelle prime stagioni di Dragon Ball Z, i civili uccisi dai cattivi erano doppiati in modo da farli respirare a fatica con lo scopo di farli sembrare ancora vivi. In Saber Rider, i soldati nemici non muoiono ma vengono teletrasportati nella loro dimensione. In Battle of the Planets il narratore spiega ai telespettatori che le città vennero evacuate prima di essere distrutte, e i dialoghi vennero alterati per far credere ai telespettatori che tutti i combattenti fossero soldati robot. L'aldilà, Paradiso e Inferno, vengono chiamati in modo diverso, come ad esempio il "Regno delle Ombre" in Yu-Gi-Oh! (che venne usato anche come modo per sostituire la morte di un personaggio con l'esilio in una dimensione parallela) o "Un'altra Dimensione" nei primi episodi di Dragon Ball Z. Nella prima stagione di Star Blazers (Uchuu Senkan Yamato), la violenza contro i Gamilon fu disenfattizzata ridirezionandola a quelli che erano per essere robot; la violenza contro i membri della Star Force fu disenfattizzata attraverso dialogo riscritto. Nella Seconda stagione, le morti di molti maggiori e personaggi di supporto quasi alla fine dell'arco della storia (Orion, Conroy, Hardy, Royster, Kane, et al.) furono tagliate completamente; la scena della morte del Sergente Knox fu riscritta con il nuovo dialogo in modo da sembrare che egli abbia fuggito da morte quasi certa, e nell'episodio 18 di Ojamajo Doremi, riferimenti alla morte sono stati rimossi.
Mentre il mercato dei DVD per gli adolescenti e giovani adulti acquistò più importanza, un grande numero di anime ora sono adattati senza significanti tagli alla violenza. Alcuni network devoti all'animazione, come Cartoon Network, ora stanno sempre cedendo fasce orarie a Adult Swim di sera e di notte per anime senza censure o leggermente censurati per anime più adulti come Cowboy Bebop e alcuni degli anime precedentemente trasmessi su Toonami, come Neon Genesis Evangelion, Chi ha bisogno di Tenchi?, e Outlaw Star in un formato non censurato, diversamente da quando i programmi originalmente andarono in onda; le puntate furono modificate o non trasmesse del tutto per essere ritenute troppo inappropriate per la fascia oraria.

### Parolacce e profanità
Diversamente dalla lingua inglese, la lingua giapponese ha poche parolacce dirette. Le imprecazioni sono più spesso trasmesse attraverso varianti particolari esistenti, parole innocue (come il termine "kisama" una versione molto scortese di "tu", comunemente tradotta come "accidenti a te"), piuttosto che attraverso parole che possono essere facilmente tradotte in equivalenti profane.
Spesso negli anime trasmessi negli U.S.A. vengono censurate parolacce e profanità. Comunque questa forma di censura è la meno comune.
Questo perché in Giappone, come negli Stati Uniti, nei cartoni giapponesi destinati a un pubblico di bambini raramente si usa un linguaggio colorito. Tuttavia i fansubbers spesso traducono certe parole che non sono parolacce con parolacce e questo causa l'opinione errata che le versioni originali degli anime contengano un linguaggio più colorito della versione in inglese. Per esempio la parola comunemente usata "kuso" (糞?) si usa per esprimere scontentezza di una situazione; viene regolarmente tradotta dai fansubbers con "merda" (shit), e lo stesso vale per la parola shimatta. Per serie indirizzate a bambini di età scolare, questa non è una traduzione appropriata perché "merda" viene considerata una parolaccia mentre "kuso" no.
Inoltre, alcuni anime mandati in onda in Giappone hanno profanità in inglese, come nel caso di BECK: Mongolian Chop Squad. Questo ha portato l'anime ad essere classificato per adulti sui DVD della Funimation.

### Nudità e sessualità
Mentre la nudità è più stigmatizzata negli Stati Uniti d'America che in Giappone, tale contenuto è spesso modificato nell'anime localmente distribuito. A causa della legge statunitense per quanto riguarda la pedopornografia, ha suggerito la nudità minorenne è anche comunemente censurato. Nella versione statunitense di Sailor Moon a tutte le figure femminili (tranne Sailor Moon e Chibiusa- Chibi Moon) venne applicato dall'aerografia per rimuovere le linee che tracciavano i loro seni durante le scene di trasformazione, nonostante i personaggi fossero mostrati soltanto in forma di silhouette. Questo tipo di adattamento non è limitato agli anime rivolti agli spettatori più vecchi. Per esempio, l'anime Blue Gender conteneva scene di contenuto sessuale (vicino al sangue e violenza intense), che è stato modificato quando fu mandato in onda negli USA su Adult Swim (la serie originalmente era per essere messa in onda su Toonami ma era considerata troppo grafica e controversa). Un altro esempio è nel tempo in cui l'ADV Films censurò la nudità dei personaggi liceali nella pubblicazione in DVD dell'anime Sakura Diaries. Tuttavia, le modifiche all'animazione non furono fatte dalla ADV Films ma furono mostrate nella TV in Giappone. Il video era già stato adattato per le parti intime femminili esposte, e furono coperte da biancheria inserita. Il Dialogo fu anche alterato per schermare le suggestioni degli spettatori adolescenti. La serie fu ridoppiata nell'autunno del 2005 con i filmati adattati ripristinati. Nel frattempo, nel febbraio 2008, il governo federale del Canada bandì importazioni di serie hentai come Cool Devices e Words Worth in quanto sono stati citati come "oscenità" sotto le linee guida federali.
In alcune serie come Dragon Ball Z, la nudità è nascosta disegnando in primo piano oggetti che nascondano parti esposte del corpo dei personaggi. In altre, come Chi ha bisogno di Tenchi?, sono stati aggiunti dei costumi da bagno per nascondere la nudità e del vestiario aggiuntivo è stato aggiunto per rendere gli abiti meno succinti. In One Piece sono stati spesso rimossi tagli negli abiti su personaggi il cui vestiario avrebbe potuto essere troppo succinto.
Anche ogni menzione al sesso viene comunemente rimossa o ridotta a "abbracci e baci". Scene di personaggi maschi che si comportano da pervertiti possono anch'esse essere pesantemente alterate. Un esempio è il Maestro Muten di Dragon Ball: molti dei suoi tratti sono stati cambiati per rimuovere riferimenti a concetti per adulti.
Una perdita di sangue dal naso in Giappone indica eccitazione sessuale ed è un eufemismo visuale per un'erezione. Tuttavia, spesso è tolto dagli anime perché il pubblico americano semplicemente non capirebbe l'implicazione.
Tuttavia successivamente, le idee su cosa sia considerato accettabile sono divenute meno restrittive ed alcune reti permettono di mostrare una limitata vista da dietro di nudità maschili e di ragazze pre-pubescenti: ad esempio, la visione da dietro di una ragazzina nuda in una scena in bagno, in Il mio vicino Totoro. Dove permessa, la visione di schiena del corpo nudo maschile resta più comune di quella femminile. Allo stesso tempo, il tipo di nudità casuale non a sfondo sessuale (ad esempio il bagno) che un tempo era comune in Giappone sta diventando meno comune e molte serie sono state anche "pre-adattate", prima di essere inviate in America.
Quando Sci Fi Channel mandava in onda anime come Fatal Fury: The Motion Picture, la maggior parte delle scene con nudità come la visione del fondoschiena o dei seni di Mai Shiranui furono risistemate. Al contrario una scena con una maglietta bagnata molto vicina al mostrare nudità nella serie TOKKO fu lasciata intatta.

#### Censura e omosessualità
In Giappone, una diversa visione della sessualità ed una tradizione che celebra forti legami fra uomini (v. shudō) fanno sì che ci sia minor pregiudizio a proposito degli omosessuali (in particolare gli uomini) che negli Stati Uniti. Questo livello di accettazione sociale fa sì che gli anime, incluse molte serie destinate ai bambini, includano spesso e ricorrentemente personaggi maschili o femminili omosessuali. Tuttavia, c'è ancora un considerevole tabù sui riferimento all'omosessualità negli Stati Uniti, in particolare laddove sia coinvolto l'intrattenimento per bambini, e c'è una forte associazione di idee fra l'omosessualità ed atti sessuali. Perciò gli anime che contengono personaggi omosessuali sono spesso pesantemente censurati attraverso cambi di trama, modifiche di dialoghi, e la cancellazione di scene. Dove queste modifiche non sono possibili o pratiche, l'intero anime può essere considerato inadatto ad essere trasmesso alla televisione e non essere mai importato.
Gli esempi includono la versione americana di Sailor Moon in cui i personaggi delle ragazze lesbiche Sailor Neptune e Sailor Uranus furono trasformate in "cugine" per coprire il fatto che erano una coppia di innamorate, e alcune scene che non avrebbero potuto essere spiegate con la loro "nuova" relazione furono tagliate. Tuttavia, ci sono stati punti in serie dove alcuni accenni minori di "incesto" non furono tagliate, che confuse molti spettatori. All'interno dei 4 Generali, il gruppo dei cattivi della prima serie di Sailor Moon, il personaggio Zoisite fu inoltre trasformato in donna per nascondere la sua relazione con il personaggio Kunzite. Anche il personaggio Fisheye fu trasformato in donna perché avrebbe impersonato donne per sedurre gli uomini ed ottenere il tipo di energia di cui lui e gli altri cattivi di quella particolare parte della storia avevano bisogno.
La censura di solito avviene anche quando i personaggi omosessuali non hanno contatti di tipo sessuale fra loro sullo schermo. La relazione fra Toya e Yukito è stata completamente rimossa da Card Captor Sakura nonostante non si faccia mai aperto riferimento a loro come omosessuali, e nonostante non abbiano mai momenti intimi di tipo sessuale (non sono mai rappresentati neanche mentre si tengono per mano, sono presenti solo situazioni vagamente intuibili).
In alcuni casi, una censura riguardo all'omosessualità è stata fatta anche quando non esiste nessuna relazione omosessuale. Ad esempio, l'attrazione di Shaoran Li per il potere della luna che si trova in Yukito Tsukishiro in Card Captor Sakura fu eliminata perché avrebbe potuto essere interpretata come omosessualità.
Tomoyo Daidouji era anche fortemente implicita una fissazione romantica per Sakura Kinomoto, la maggior parte dei casi attraverso il suo dialogo. Anche questo fu rimosso dall'adattamento americano.
Una simile censura è applicata per nascondere il cambio di sesso. Per esempio in Gatchaman, Berg Katse, un nemico chiave con un alter ego maschile e femminile venne diviso in due personaggi separati, mentre in Sailor Moon il personaggio di Sailor Uranus, che spesso si veste e comporta come un maschio, è stato abbassato di tono modificando il dialogo e cambiando le scene. Un altro esempio di questo fu trovato nella prima stagione di Pokémon. Un intero episodio (Holiday in Acapulco) fu tagliato dalla release americana originale su syndication perché era incentrato su un concorso di bikini in cui uno dei concorrenti era James del Team Rocket che indossava un bikini con seni gonfiabili. Una versione pesantemente censurata con la scena del bikini tagliata fu messa in onda alcuni anni dopo che Pokémon fu trasferito alla Kids WB come l'"episodio perduto" Beauty and the Beach. Questa stessa censura fu anche messa in pratica con personaggi ermafroditi. Nella versione giapponese di Yu-Gi-Oh! GX, il cattivo Yubel era mostrato essere maschio a sinistra e femmina a destra, con due voci separate. Nel doppiaggio lei è stata modificata leggermente in modo da sembrare interamente femmina, ed è interpretata con solo una singola voce femminile. In Digimon Frontier, Crusadermon, che nell'originale era un digimon maschile di carattere effeminato che aveva un'ossessione per le rose. Nella versione americana, adattata dalla Disney, venne modificato come personaggio femminile, eliminando i riferimenti del carattere fatti dal personaggio nella versione originale, Anche se nel doppiaggio inglese di Digimon Data Squad, Crusadermon è tornato come personaggio maschile come nell'originale.

#### Censura di immagini di minorenni a contenuto sessuale
Nel 1996, venne posto in vigore il Child Pornography Prevention Act (CPPA), che espanse una messa al bando federale per la pedopornografia, includendo sia immagini pornografiche che includessero bambini veri che immagini generate al computer che sembrassero mostrare minori impegnati in condotte esplicitamente legate al sesso. La legge definì un minore ogni persona che fosse, o sembrase essere, di età minore di 18 anni.
Molti distributori negli Stati Uniti risolsero il problema cambiando l'età dei personaggi degli anime a 18 anni o più, alterando i dialoghi per spostare i personaggi dalle scuole superiori all'università (e perciò alzando la loro età) o cambiando la storia precedente dei personaggi per indicare che avevano più di 18 anni, ma rimanevano nella scuola superiore per varie ragioni (un lungo periodo di malattia o ferite, mancanza di studio, tempo trascorso viaggiando). Altri si adattarono alla legge rimuovendo scene a contenuto adulto, o ridisegnandole per includere asciugamani, costumi da bagno o abiti (il cosiddetto metodo del "bikini digitale").
Nel 2002 la Corte Suprema degli Stati Uniti d'America stabilì che il CPPA violava il primo emendamento, e che perciò era incostituzionale.
"L'Atto proibisce anche discorsi che hanno un importante valore educativo, mettendo al bando la rappresentazione visuale di un'idea -- quella di teenager che abbiano un'attività sessuale -- che è un fatto nella società moderna e che è stato un tema nell'arte e nella letteratura per secoli."

- in Ashcroft v. Free Speech Coalition and Ashcroft v. American Civil Liberties Union
 Nonostante anche il Giappone abbia leggi che regolino l'uso di immagini di minorenni, le sue leggi definiscono un limite più stretto per la definizione di scopi pedopornografici. Il Giappone ha anche un modo di pensare più libero riguardo alla nudità che separa la nudità legata a un contesto (il bagno, le sequenze di trasformazione) dalla nudità a contenuto sessuale (contatto fisico di tipo sessuale o nudità allo scopo di eccitare il pubblico).

## Modifiche non censorie

### Modifiche della trama
Le trame vengono spesso stravolte dagli adattatori-censori statunitensi.
Una parte della serie in tre parti Robotech, The Super Dimension Fortress Macross, venne originariamente trasmessa in Giappone al ritmo di un episodio a settimana. Harmony Gold, la compagnia statunitense che produsse Robotech, decise di fondere Macross con altri due anime, The Super Dimension Cavalry Southern Cross e Genesis Climber Mospeada, in modo da creare un cartone che avesse abbastanza episodi per essere trasmesso quotidianamente in TV su syndication; per fare ciò alterò un po' anche la trama dei tre anime per farli sembrare uno solo. Voltron è un altro esempio di fusione tra più anime; in questo caso è nato dalla fusione tra le serie Golion, Arbegas e Dairugger XV.
 Nella seconda stagione di Yu-Gi-Oh! nell'arco di Battle City, il dialogo fu cambiato per censurara la trama originale giapponese. Nell'originale, Marik voleva uccidere Yugi perché lui pensava che Yami Yugi uccise il suo padre. Nella versione doppiata dell'anime, Marik voleva possedere tutte le tre carte degli dei egiziani, in modo che lui potesse dominare il mondo. C'è stato anche un cambio nella trama negli anime rivolti ai bambini come in Ojamajo Doremi. Nell'originale, degli sconosciuti sequestrano Hazuki solo per prendere il denaro dalla sua famiglia e usano una pistola contro di lei, mentre nel doppiaggio 4Kids, Hazuki è Reanne e gli sconosciuti sono il suo zio Nick e i cugini e la portano al museo e le scene in cui li mostrano usare la pistola sono tagliate.
In molti casi i censori hanno alterato la trama attraverso i dialoghi. Un esempio di questo tipo di censura si può vedere nell'anime YuYu Hakusho durante il combattimento finale tra Yusuke Urameshi e Toguro minore. Vediamo le facce di Yusuke e Toguro e loro che stanno parlando. Vediamo la sua fidanzata, Keiko Yukimura, in sottofondo. Il dialogo tra Yusuke e Toguro, in cui Yusuke parla di come lui e Keiko cresceranno insieme, è stato aggiunto nella versione inglese.

### Adattamento culturale
Per permettere un accesso più semplice al pubblico americano, gli anime sono solitamente modificati per la localizzazione o dando per implicito che si svolgono negli Stati Uniti o in un paese inventato con una cultura che somiglia a quella americana. Questo viene comunemente ottenuto sostituendo gli elementi giapponesi in una serie con elementi presi dalla cultura popolare americana, modificando cibo o altri prodotti in modo che assomiglino ai loro equivalenti americani, e rimpiazzando il sistema di scrittura giapponese con testi scritti in inglese. Per esempio, In Street Fighter II: The Animated Movie, il giornale giapponese alla fine è sostituito dal New York Times.
Ci sono anche cambi di musica in certi anime per attrarre di più nei confronti di un'audience occidentale. Per Esempio, In nel film Street Fighter II: The Animated Movie quando Ken Masters guida la sua auto, Them Bones dei Alice in Chains suona come musica di sfondo invece di Plot di Tetsuya Komuro, presente nella colonna sonora del film.
Anche la valuta può essere cambiata. Per esempio, nei primi episodi di Dragon Ball, in cui la moneta giapponese è stata sostituita con il dollaro. Nelle puntate di Sailor Moon doppiate dalla DiC, le banconote di Yen sono spesso alterate rimuovendo due cifre dalla banconota (per esempio, una banconota da 1000 yen ha due zeri rimossi e diventa una banconota 10 dollari).
Anche il dialogo può essere cambiato. Un esempio è la scena di La città incantata in cui Chihiro Ogino prima vede la stazione termale, nella versione giapponese lei solo la guarda e non dice nulla, ma nel doppiaggio in inglese lei dice "è una stazione termale", e questo è dovuto al fatto che molti spettatori americani non siano familiari con una stazione termale, perché, mentre le terme sono comuni in Giappone, negli Stati Uniti sono rare, quindi Chihiro avrebbe dovuto dire che cos'era.
Nonostante un tempo fosse comune, il ventunesimo secolo ha visto un declino di questo processo, in quanto il pubblico americano ha iniziato a identificare vari aspetti della cultura giapponese e asiatica come "esotici", ed essi sono divenuti un fattore di attrazione per il programma. Questo trend è stato rispecchiato dall'animazione nordamericana, con serie come Hi Hi Puffy AmiYumi, Xiaolin Showdown, American Dragon: Jake Long, Shuriken School, Yin Yang Yo ed altre costruite intorno ad aspetti della cultura asiatica, a causa della sua popolarità. Di conseguenza, molte ditte stanno smettendo di eliminare questi aspetti negli anime.
Nonostante questo trend alcune ditte, in particolare la 4Kids Entertainment e la divisione americana della Toei Animation, continuano a modificare pesantemente gran parte della loro produzione per rimuovere gli elementi non americani.
I riferimenti alla cultura popolare possono essere anche cambiati. Nel doppiaggio in inglese di Keroro, molti riferimenti alla cultura popolare giapponese sono sostituite con riferimenti alla cultura popolare americana per attrarre di più l'audience americana.

### Stereotipi a proposito del pubblico
Alcune serie sono state pesantemente modificate per adattarsi a stereotipi sul pubblico americano, sia per aggiungere elementi che rendessero le serie più attraenti per fasce di pubblico chiave che per rimuovere elementi che le avrebbero rese per loro meno attraenti.
Ad esempio per attrarre il pubblico maschile dai 6 ai 9 anni la ditta statunitense che ha distribuito Card Captor Sakura (una serie in origine destinata primariamente ad un pubblico femminile) la rititolò Cardcaptors (plurale e senza specificare il genere) e si presume che la Warner Brothers abbia cancellato i primi 8 episodi della prima serie per dare ad un personaggio secondario maschile, Li Syaoran, lo stesso status della originale leader femmina, Sakura Kinomoto. Cancellò anche dal continuum della storia ogni episodio che non mostrasse abbastanza il personaggio maschio, incluse tre sottotrame di contenuto romantico che fornivano gran parte dell'attrattiva per il pubblico femminile. Per questo scopo la maggior parte degli elementi riguardanti storie d'amore vennero rimossi dalla serie, danneggiando la trama. Tuttavia, tutti i 70 episodi andarono in onda in altri paesi, come l'Australia, il Canada e la prima trasmissione nel Regno Unito (nonostante ancora intitolati Cardcaptors).
In alcuni casi i cambiamenti vennero fatti per rendere una serie adatta a un certo pubblico possono essere così pronunciati da trasformarla in una serie diversa. Ad esempio per trarre vantaggio dalla popolarità delle storie a tema spaziale fra i bambini maschi dai 6 ai 9 anni nata dall'uscita di Guerre stellari nel 1977, vennero usati come base 85 dei 105 episodi di Gatchaman, pesantemente modificati per creare la nuova serie Battle of the Planets. Laddove Gatchaman era una serie impegnativa ambientata sulla Terra e contenente un forte messaggio a proposito della protezione dell'ambiente, la sua controparte americana era una serie allegra ambientata nello spazio, che non conteneva nessuno degli originali messaggi ecologisti ed era mirata ad un pubblico più giovane.

### Dubtitling
La pratica del dubtitling è quella di prendere i copioni usati per le versioni doppiate in inglese e usarle come sottotitoli inglesi. Le differenze tra dubtitle può essere così tanto da rendere la traduzione ridoppiata imprecisa. È spesso facile per i fan trovare imprecisioni come queste. Di solito il Dubtitling succede quando i titoli più vecchie sono stati messi su laserdisc, ma le pubblicazioni più attuali in DVD hanno una traduzione precisa delle versioni sottotitolate, un esempio è Ghost in the Shell della Manga Entertainment, che ha i dubtitle sulla versione laser disc ma ha una traduzione accurata nella versione sottotitolata della pubblicazione in DVD.

### Fifteening
Fifteening, qualcosa che successe nei primi giorni delle release degli anime negli Stati Uniti, è quando un linguaggio più adulto (per esempio, linguaggio scurile) è usato per avere una classificazione più alta (specialmente la classificazione BBFC 15, da qui il nome). Manga Entertainment era nota per questo nei suoi doppiaggi; per esempio Appleseed, che è altrimenti un anime con classificazione 12, aveva molti usi della parola fuck nel doppiaggio in modo da innalzare la classificazione a 15. Tuttavia, Manga ha riadattato Appleseed e altri anime per fare il doppiaggio più confacente ai sottotitoli originali. Anche la versione americana di Puella Magi Madoka Magica ebbe alcune profanità aggiunte nel doppiaggio, le quali il critico Zac Bertschy definì un "abbellimento non necessario".

### Modifica delle sigle di apertura e di chiusura
Cambiare la visualizzazione delle sigle di apertura e di chiusura è comune per ragioni demografiche, e per permettere di includere i nomi dello staff di produzione americano e dei doppiatori. Le sigle possono essere completamente rifatte, rimpiazzate con una versione in lingua inglese delle sigle originali, o mantenute anche se con un brano musicale unico in lingua inglese.
Quando Card Captor Sakura fu doppiato la sua fascia d'ascolto principale fu cambiata da femminile a maschile, rendendo necessario il completo rimpiazzo delle sue sigle a contenuto romantico (sia audio che video) con un'alternativa più adatta ai maschi (anche se la versione australiana mantiene la sigla di apertura originale con parole inglesi doppiate su quelle giapponesi), ma quando fu trasmesso Neon Genesis Evangelion (un programma mirato alla stessa fascia di pubblico - giovani adulti e teenager - in America e in Giappone, e ai fan degli anime) le sigle giapponesi vennero completamente mantenute, con la sola aggiunta delle parole in inglese e in rōmaji ad episodi alterni.
In molti casi le sigle sono alterate per motivi commerciali. Le tipiche sigle di apertura e chiusura giapponesi durano 90 secondi. Tagliarle a 30-60 secondi lascia più tempo per la pubblicità. Alcune compagnie sono andate ancora più oltre al punto di eliminare tali segmenti.

#### Cambio di nomi, titoli e titoli scomparsi
Alcune volte, i titoli delle serie e i nomi dei personaggi sono completamente cambiati.
La decisione fu presa prima di cambiare tutti i nomi in Star Blazers a scopi di marketing. Diversamente da molti altri anime doppiati della fine degli anni 1970, però, la scelta dei nomi fu curata in modo che le audience anglofone potessero identificarsi con essi. Il nome originale della nave (Yamato) è rimasto intatto; tuttavia, attraverso i dialoghi è stata immediatamente ribattezzata come Argo per trarre parallelismi con il mito greco di Giasone e gli Argonauti. Anche i nomi dei personaggi umani e alieni vennero scelti attentamente. Alcuni erano traslitterazioni dei nomi giapponesi (Desslar → Desslok), alcuni enfatizzavano i tratti dei personaggi (Susumu Kodai → Derek Wildstar), mentre altri erano sottili giochi di parole (molti nomi di alieni). Tuttavia, questo standard non durò. Con poche eccezioni (Robotech, per fare un esempio), questa concessione non sarebbe più mostrata di nuovo in alcuni anime importati fino a metà anni 90, quando gli anime divennero un fenomeno mainstream nell'Occidente.
Konjiki no Gash Bell!! (Gash Bell d'Oro) fu rinominato come Zatch Bell! dovuto alle connotazioni violente con la parola "gash", che significa "squarcio", una ferita inflitta con un oggetto appuntito (o possibilmente il disfemismo sessuale relativo). Così facendo, il protagonista Gash Bell ebbe il suo nome cambiato in Zatch Bell. Altri cambi di nome di personaggi nella serie furono fatti per farli sembrare più americani.
Quasi l'intero cast di Sailor Moon nel doppiaggio originale inglese ebbe nomi americanizzati, con l'eccezione di Sailor Saturn, specialmente se i loro nomi giapponesi non potevano essere modificati facilmente. Per esempio, "Usagi", la protagonista, il cui nome si traduce come "coniglio", venne rinominata come "Serena", un gioco di parole con il suo vero nome nell'anime originale, "Serenity". Tuttavia Sailor Mercury, il cui nome giapponese è "Ami", fu semplicemente rinominata come "Amy" nell'edizione americana. Anche Sailor Mars, il cui nome giapponese è "Rei", fu chiamata invece "Raye", la pronuncia essendo però la stessa. Anche se il nome di Sailor Saturn rimase intatto, il suo cognome, Tomoe, fu pronunciato erroneamente come Tomo (omettendo la "e") nel doppiaggio in inglese. Il ridoppiaggio della Viz Media usa i nomi originali per i personaggi di Sailor Moon, inclusa Ami, chiamata con il suo nome originale, anziché con il suo nome nel doppiaggio in inglese, Amy.
Nell'anime Yu-Gi-Oh!, quasi tutti i personaggi sono stati rinominati con nomi inglesi, ma alcuni mantennero i loro nomi originali giapponesi intatti come Yugi Mutō e Seto Kaiba.
Nell'edizione Disney di Laputa - Castello nel cielo, della Studio Ghibli, il film fu rinominato Castle in the Sky, perché "la puta" in Spagnolo è estremamente offensivo (tradotto come "la prostituta"), anche se nel film, i personaggi si riferiscono all'isola come "Laputa" (pronunciato come Lapiùta). Tuttavia nel doppiaggio spagnolo per la Spagna, il nome fu cambiato a "Lapuntu" per questa ragione (anche se i pochi sottotitoli disponibili appare come "Laputa"). Per motivi simili, Kiki - Consegne a domicilio fu rinominato in spagnolo come "Niki, la aprendiz de bruja" ("Niki, l'apprendista strega"), in quanto il nome originale della protagonista ha connotazioni (non intenzionalmente) adulte: kikiin Spagna è slang volgare per definire il "coito". Tuttavia, la distribuzione degli anime in Spagna è senza tagli, versione originale di lunghezza completa, a parte per il doppiaggio.
Nell'edizione di Funimation della serie di misteri Detective Conan, la serie venne rinominata come Case Closed (letteralmente: Caso Chiuso) per problemi legali. Ogni personaggio — tranne il protagonista Conan — ricevette un nome americano mentre anche famosi luoghi e punti di riferimento giapponesi vennero americanizzati.
Fuori dal Giappone, Pocket Monsters fu rinominato come Pokémon (che in Giappone era già usato come abbreviazione per la serie), per evitare confusione con un'altra franchise giapponese di media Monster in my pocket. Per la serie One Piece, il primo nome del personaggio Roronoa Zoro fu romanizzato come Zolo a fine di evitare possibili conflitti per diritti sul nome Zorro, che fu incluso in ogni edizione inglese in di One Piece ad eccezione del doppiaggio Funimation.
Quando la Disney lanciò Ponyo sulla scogliera della Studio Ghibli, il film fu rinominato "Ponyo" perché pensarono che il nome sarebbe troppo lungo per le audience americane. I nomi dei personaggi, luoghi e punti di riferimento furono lasciati intatti, con la differenza che la canzone fu tradotta in inglese.
Come precedentemente menzionato, Cardcaptor Sakura venne rinominato Cardcaptors negli Stati Uniti. per attrarre un pubblico maschile. Ogni personaggio ebbe il suo rispettivo nome cambiato, tranne la stessa Sakura (anche se il suo cognome venne cambiato da "Kinomoto" ad "Avalon").
Altri esempi sono che l'anime Dragon Ball Kai fuori dal Giappone è conosciuto come Dragon Ball Z Kai per evitare confusione con il primo Dragon Ball e che la seconda serie di Fullmetal Alchemist è nota come Fullmetal Alchemist Brotherhood nella versione in inglese per evitare confusione con la prima serie dello stesso titolo.
A volte, il testo visibile negli anime è alterato o cancellato. Per esempio, in Kirby: Right Back at Ya!. In una puntata (Kirby's Pet Peeve), il titolo "The Crest and the Mark" è cancellato dal libro che Tiff sta leggendo. Tuttavia, un impiegato della 4Kids disse che, questo, insieme ad altri esempi di testi in Inglese nei loro doppiaggi degli anime, sono fatti per fare le serie più facili da distribuire internazionalmente.

#### Musica
In alcune occasioni, gli accordi musicali per la versione originale di un film o serie anime o serie televisiva sarà modificata o rimossa quando portata alle audience anglofone. Le ragioni sono varie. In alcuni casi con gli anime più vecchi, la musica può essere aggiunta o rimpiazzata perché le tracce cantate e strumentali separate non sono disponibili per lo studio di doppiaggio. Il fondatore di Anime News Network Justin Sevakis menzionò su uno dei suoi post Answerman che questo è fatto anche per ragioni tecniche ed "artistiche".
Per ragioni tecniche, quando lo studio di doppiaggio riceve il nastro principale dal Giappone, contiene l'audio giapponese, insieme ad una traccia speciale conosciuta come "Music & Effects Track" (Traccia di Musiche ed Effetti). Quando gli spezzoni vengono tagliati, anche l'audio viene tagliato, il che può essere problematico visto che gli accordi musicali devono essere tagliati in modo che abbiano "musicalmente un senso". Come risultato, è molto più spesso facile rimuovere tutto l'audio e rifare da capo. Per la ragione artistica, gli accordi musicali negli anime non sono composti nello stesso modo che nelle serie televisive americane (specialmente le serie dirette ai bambini). Questo è risolto cambiando gli accordi musicali in modo da avere più impatto sulle audience americane e anche per il timore che gli spettatori si annoino e cambino canale.
Quando la musica è aggiunta o cambiata, tuttavia, è più per ragioni estetiche, piuttosto che per quelle tecniche. Per esempio, mentre è comune che nei film giapponesi e negli anime ci siano momenti silenziosi di riflessione per i personaggi, non avviene lo stesso nell'animazione americana. Alcune versioni doppiate di anime riempiono questi momenti quieti attraverso dialogo di sottofondo non presente nella versione originale giapponese. Un altro antidoto è aggiungere della musica, come visto nelle prime due stagioni del doppiaggio di Pokémon in inglese.
Dall'altra parte dello spettro, anziché semplicemente riempire momenti senza musica, gli accordi musicali a volte sono interamente rimpiazzati, gli esempi più controversi sono Dragon Ball Z, Dragon Ball GT, le prime due stagioni di Sailor Moon, e Yu-Gi-Oh!. Per alcune di queste serie, come Dragon Ball Z e Dragon Ball GT, tuttavia, dei DVD senza tagli vennero eventualmente distribuiti contenente l'opzione di sentire il doppiaggio inglese insieme alla musica originale. Altre volte, la musica di sottofondo rimane immutata, ma i testi in giapponese nelle sigle sono tradotte e cantate in inglese.
In alcuni casi più estremi, quando lo studio di doppiaggio decide di cambiare i sottotoni emozionali di certe scene, la musica in un anime sarà pesantemente cambiata nella sua controparte cambiata in modo da relazionarsi con il tono revisionato. Un esempio è la puntata 77 di Sonic X, in cui il personaggio Miles "Tails" Prower è forzato a sparare a Cosmo, di cui è innamorato. Per riflettere questo nella versione giapponese, della musica triste viene suonata mentre Super Sonic e Super Shadow uccidono Cosmo con la sua benedizione. Tuttavia, nella versione adattata in inglese dalla 4Kids Entertainment, la musica è cambiata con della musica d'azione per enfatizzare gli aspetti dell'azione invece di quelli emozionali, dei quali vennero abbassati di tono. Un altro esempio è la puntata 38, in cui "Live and Learn" (la canzone principale di Sonic Adventure 2) è suonata quando Super Sonic e Super Shadow lottano contro Bio-Lizard. Invece, nell'edizione di 4Kids, la canzone è rimpiazzata con della musica orchestrale. Alcuni fan credono che questo era un cambio di cui non si sentiva il bisogno, in quanto la canzone venne lanciata nei paesi anglofoni e venne cantata da un cantante americano.
Altre volte, la musica viene cambiata quando non sarebbe familiare con le audience anglofone. Nell'edizione doppiata da Funimation del film Dragon Ball Z: Il Super Saiyan della leggenda, alcune delle musiche vennero cambiate per il film. Venne usata una colonna sonora consistente di stili heavy metal e punk provvista da band come Pantera, Slow Roosevelt, Drowning Pool e Haji's Kitchen che vennero usate per fare il film più appetibile per le audience occidentali.
Cambiare le musiche di un anime era molto comune dall'inizio fino alla fine degli anni 1990. Durante questo periodo, era una credenza popolare tra i produttori anglofoni di anime che un programma dovesse essere cambiato ed adattato in modo da essere commercializzato. Con il successo di certi doppiaggi di anime che usarono la musica originale come Gundam Wing, Fullmetal Alchemist e Naruto, tuttavia, quella credenza venne sfatata. Come tale, l'adattamento delle musiche succede in alcuni livelli, particolarmente con gli anime doppiati dalla 4Kids Entertainment e dalla Nelvana, ma non è più particolarmente comune, con anime di alto profilo come Dragon Ball Z Kai avendo la rispettiva musica di sottofondo intatta persino nella trasmissione adattata per la TV. Tuttavia un impiegato della 4Kids su reddit menzionò che le musiche a volte sono cambiate anche per il costo delle licenze delle musiche originali, perché non vengono con la licenza degli anime o può avere un costo extra, e quindi sarebbe più economico produrre la propria musica.

#### Titoli delle puntate
In alcuni anime doppiati in inglese, i titoli delle puntate possono differire dal titolo giapponese, perché le traduzioni dirette dal giapponese potrebbero suonare non idiomatiche o strane per il pubblico anglofono (per esempio: per un titolo di una puntata One Piece: Un terrificante e misterioso potere! Il capitano pirata Bagy il clown! (titolo giapponese), The Circus Comes to Town (letteralmente: Il circo arriva in città) (titolo inglese). In Keroro, molti dei titoli delle puntate furono cambiati per essere parodie e giochi di parole di titoli con cui gli americani sono familiari.

#### Modifiche per la durata della puntata
I programmi televisivi in Giappone tipicamente hanno solo un'interruzione pubblicitaria a metà episodio. I tipici programmi di cartoni animati negli Stati Uniti ne hanno tre o quattro. Questo rende un cartone animato televisivo americano medio di mezz'ora circa cinque minuti più corto di un episodio medio di un anime. Molti film di animazione giapponesi prodotti per il cinema, soprattutto quelli più vecchi, hanno un andamento lento e ragionato, con durata spesso superiore a due ore. Le statistiche americane indicano che questa è più lunga della soglia di attenzione media dei bambini. Spesso lunghe scene di dialogo vengono tagliate o interrotte. Anche molti vecchi film di animazione giapponesi hanno lunghe sequenze di puri effetti visivi e senza dialogo. Vengono tagliate anche le sequenze con pezzi musicali per accorciare il film.
Odin: Kōshi hansen Starlight, la cui originale durata era di due ore e un quarto aveva numerose scene di effetti speciali surrealistici così come un finale musicale (una esibizione speciale dei Loudness, il gruppo che aveva eseguito alcuni dei pezzi musicali). Tutto ciò venne tagliato via ottenendo una versione in inglese di 90 minuti.

### Togliere gli eyecatch
Un eyecatch è una breve scena che annuncia l'inizio o la fine della pubblicità.
Così come in Italia, queste scenette sono tagliate perché la legge impone di non mandare in onda pubblicità durante serie televisive animate.
Sono rari i casi in cui sono stati lasciati, vedasi occasionalmente in Pokémon o nel passaggio sul Cartoon Network nella versione americana di Cowboy Bebop.

### Modifica di lunghi titoli
Spesso, le aziende di censure americane, come ad esempio la Funimation, cambiano i titoli di ogni tipo di anime perché sono troppo lunghi rispetto a quelli americani, perché non sono adatti allo svolgimento della storia o perché contengono anticipazioni (spoiler).
Per esempio, lo special di Dragon Ball GT in originale si chiama "Goku Sidestory!: The Proof of His Courage is the Si Xing Qiu", che è stato cambiato in "A Hero's Legacy." La stessa cosa succede con gli episodi, ad esempio il tredicesimo di Yu-Gi-Oh! è, in Giappone, "Morphing Jar's Trap: Flame Swordsman in Danger", riferito all'azione pescare una carta dal deck, cambiato in America in "Evil Spirit of the Ring," riferito al lato cattivo di Ryō Bakura, che duellava con Yami Yugi.

### Cambio di numero e degli episodi
Il 38º episodio di Pokémon, Dennō senshi Porygon (Soldato elettrico Porygon) venne rimosso da tutte le repliche ed edizioni home video dovuto a un problema durante la sua trasmissione originale. Per l'edizione Blu-ray nordamericana di Mobile Suit Gundam, il quindicesimo episodio, Kukurusu Doan no Shima (Una battaglia per Gundam), venne rimosso da Yoshiyuki Tomino dovuto alla cattiva qualità di animazione di suddetto episodio.

### Comparazioni tra originale e censurato
I siti sotto riportati riportano delle comparazioni tra la versione originale e quella censurata.
- Digimon, su duckfeather.net (archiviato dall'url originale il 2 maggio 2010).
- Tokyo Mew Mew, su mmpu.smuncensored.com (archiviato dall'url originale il 27 agosto 2013).
- Ojamajo Doremi, su doremiuncensored.cjb.net. URL consultato il 4 ottobre 2007 (archiviato dall'url originale il 12 ottobre 2007).
- One Piece, su opguide.bravehost.com (archiviato dall'url originale il 6 marzo 2012).
- Pokémon, su dogasu.bulbagarden.net. URL consultato il 4 ottobre 2007 (archiviato dall'url originale l'11 ottobre 2007).
- Rurouni Kenshin, su sakabatouzanbatou.com (archiviato dall'url originale il 24 luglio 2008).
- Sonic X, su sonicfighters.com (archiviato dall'url originale il 7 febbraio 2009).
- Yu-Gi-Oh!, su animecauldron.com. URL consultato il 4 ottobre 2007 (archiviato dall'url originale l'11 ottobre 2007).
- Sailor Moon, su smuncensored.com.
- Shaman King, su home.earthlink.net (archiviato dall'url originale l'8 ottobre 2006).
- Vari. da Anime News Network